# Предуральская нефтегазоносная провинция
Предуральская нефтегазоносная провинция узкая (60 на 150 км.) и глубокая синклинальная структура, протягивающаяся на расстояние до 2000 км. от Баренцева моря на севере до Прикаспийской низменности на юге. Прогиб, имеющий крутой геосинклинальный восточный склон (25—60°) и пологий платформенный западный (2—10°), объединяет ряд более мелких предгорных впадин.
Занимает территорию Предуральского предгорного прогиба, отделяющего Русскую докембрийскую платформу от Уральской горно-складчатой системы.